# NewSpace India Limited
A NewSpace India Limited (NSIL) é uma empresa do setor público do governo da Índia, subordinada ao Departamento do Espaço. A NSIL é responsável pela produção, montagem e integração do veículo de lançamento com o auxílio de um consórcio industrial. Foi fundada em 6 de março de 2019 sob o controle administrativo do Departamento do Espaço (DoS) e da Lei das Sociedades de 2013. O principal objetivo da NSIL é ampliar a participação do setor privado nos programas espaciais indianos.